# Mbeï
Mbeï är ett vattendrag i Ekvatorialguinea, på gränsen till Gabon. Det ligger i den södra delen av landet, 400 km söder om huvudstaden Malabo.